# الاستعراض السنوي لنظام مدريد
الاستعراض السنوي لنظام مدريد هو أحد المنشورات التي تصدرها المنظمة العالمية للملكية الفكرية سنوياً، يعطي الاستعراض لمحة شاملة عن عدد طلبات التسجيل الدولي للعلامات التجارية، وما ينتج عن ذلك من تسجيلات دولية مدوّنة عبر نظام مدريد الذي تديره المنظمة العالمية للملكية الفكرية (الويبو). يتضمن الاستعراض تقريراً عن مدى استخدام أصحاب الحقوق لتلك التسجيلات الدولية لحماية علاماتهم الخاصة بالسلع والخدمات وتوسيع نطاق تغطيتها الجغرافي، بالإضافة إلى الطريقة التي يُحافَظ بها على التسجيلات مع مرور الزمن.

## الإصدارات
تصدر ويبو سنوياً إصداران، الأول للمعالم الرئيسية ويعرض التوجهات الرئيسية في استخدام نظام مدريد الذي تديره ويبو، ويتضمن ملخصاً للإحصاءات الواردة في منشور الاستعراض السنوي لنظام مدريد. أما الإصدار الثاني فيكون باللغة الإنجليزية ويعرض حقائق وأرقام وتحليلات شاملة للتسجيل الدولي للعلامات.
| الإصدار                                              | السنة | المؤلف | اللغات                                                     | الترخيص                         |
| ---------------------------------------------------- | ----- | ------ | ---------------------------------------------------------- | ------------------------------- |
| الاستعراض السنوي لنظام مدريد 2017 – المعالم الرئيسية | 2017  | ويبو   | الإنجليزية، الفرنسية، الإسبانية، العربية، الصينية، الروسية | نسب المصنّف CC BY 3.0 IGO        |
| الاستعراض السنوي لنظام مدريد 2017                    | 2017  | ويبو   | الإنجليزية                                                 | نسب المصنّف CC BY 3.0 IGO        |
| الاستعراض السنوي لنظام مدريد 2018                    | 2018  | ويبو   | الإنجليزية                                                 | نسب المصنّف CC BY 3.0 IGO        |
| الاستعراض السنوي لنظام مدريد 2019 – المعالم الرئيسية | 2019  | ويبو   | الإنجليزية، الفرنسية، الإسبانية، العربية، الصينية، الروسية | نسب المصنّف CC BY 3.0 IGO        |
| الاستعراض السنوي لنظام مدريد 2019                    | 2019  | ويبو   | الإنجليزية                                                 | نسب المصنّف CC BY 3.0 IGO        |
| الاستعراض السنوي لنظام مدريد 2020 – المعالم الرئيسية | 2020  | ويبو   | الإنجليزية، الفرنسية، الإسبانية، العربية، الصينية، الروسية | نسب المصنّف CC BY 3.0 IGO        |
| الاستعراض السنوي لنظام مدريد 2020                    | 2020  | ويبو   | الإنجليزية                                                 | نسب المصنّف CC BY 3.0 IGO        |
| الاستعراض السنوي لنظام مدريد 2021 – المعالم الرئيسية | 2020  | ويبو   | الإنجليزية، الفرنسية، الإسبانية، العربية، الصينية، الروسية | نسب المصنّف CC BY 3.0 IGO        |
| الاستعراض السنوي لنظام مدريد 2021                    | 2021  | ويبو   | الإنجليزية                                                 | نسب المصنّف CC BY 3.0 IGO        |
| الاستعراض السنوي لنظام مدريد 2022 – المعالم الرئيسية | 2022  | ويبو   | الإنجليزية، الفرنسية، الإسبانية، العربية، الصينية، الروسية | نَسْبُ المُصنَّف 4.0 دولي (CC BY 4.0) |
| الاستعراض السنوي لنظام مدريد 2022                    | 2022  | ويبو   | الإنجليزية                                                 | نَسْبُ المُصنَّف 4.0 دولي (CC BY 4.0) |
| الاستعراض السنوي لنظام مدريد 2023 – المعالم الرئيسية | 2022  | ويبو   | الإنجليزية، الفرنسية، الإسبانية، العربية، الصينية، الروسية | نَسْبُ المُصنَّف 4.0 دولي (CC BY 4.0) |
| الاستعراض السنوي لنظام مدريد 2023                    | 2023  | ويبو   | الإنجليزية                                                 | نَسْبُ المُصنَّف 4.0 دولي (CC BY 4.0) |
| الاستعراض السنوي لنظام مدريد 2024                    | 2024  | ويبو   | الإنجليزية                                                 | نَسْبُ المُصنَّف 4.0 دولي (CC BY 4.0) |